# Ehmedê Xanî

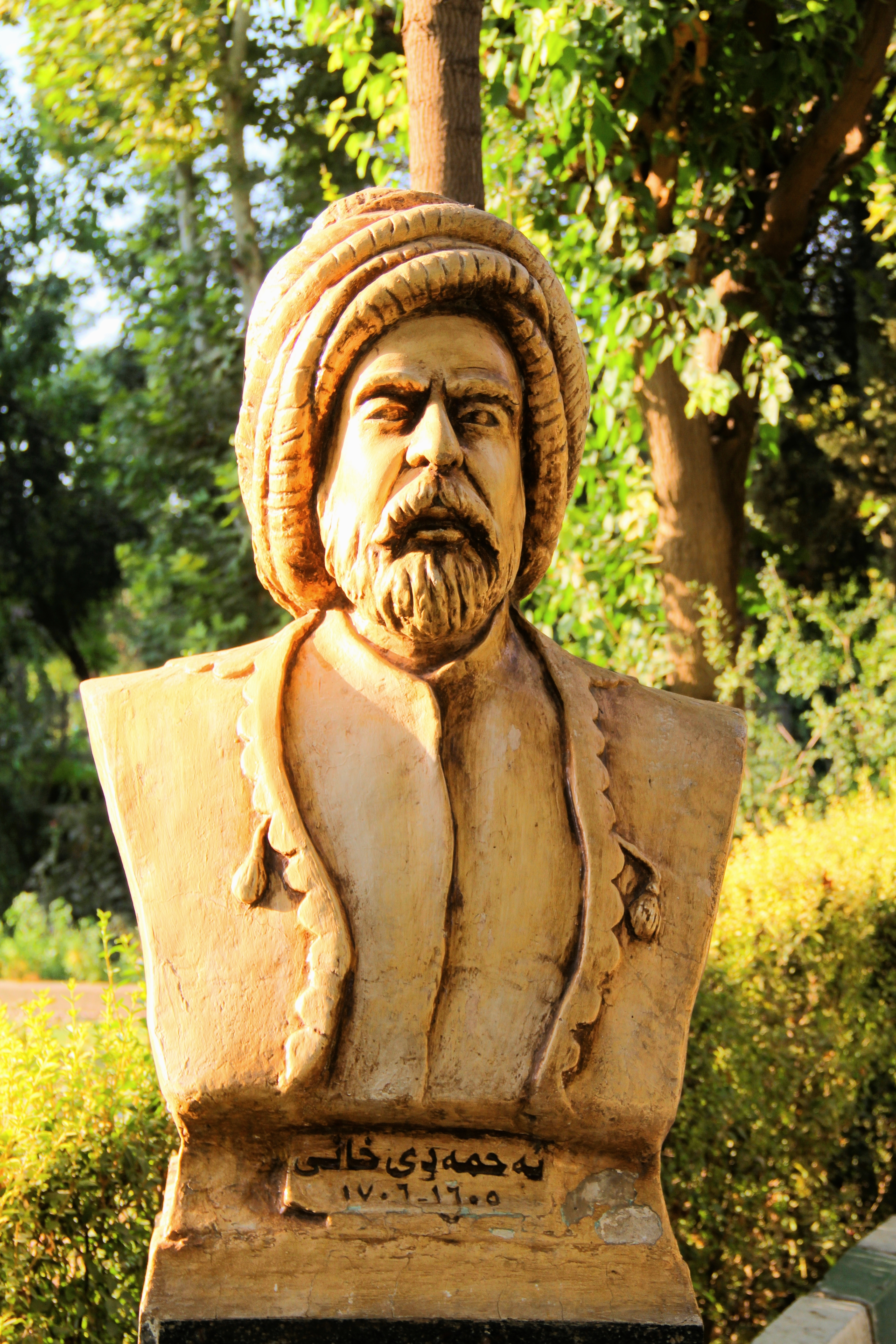
Büste von Ehmedê Xanî in Sulaimaniyya

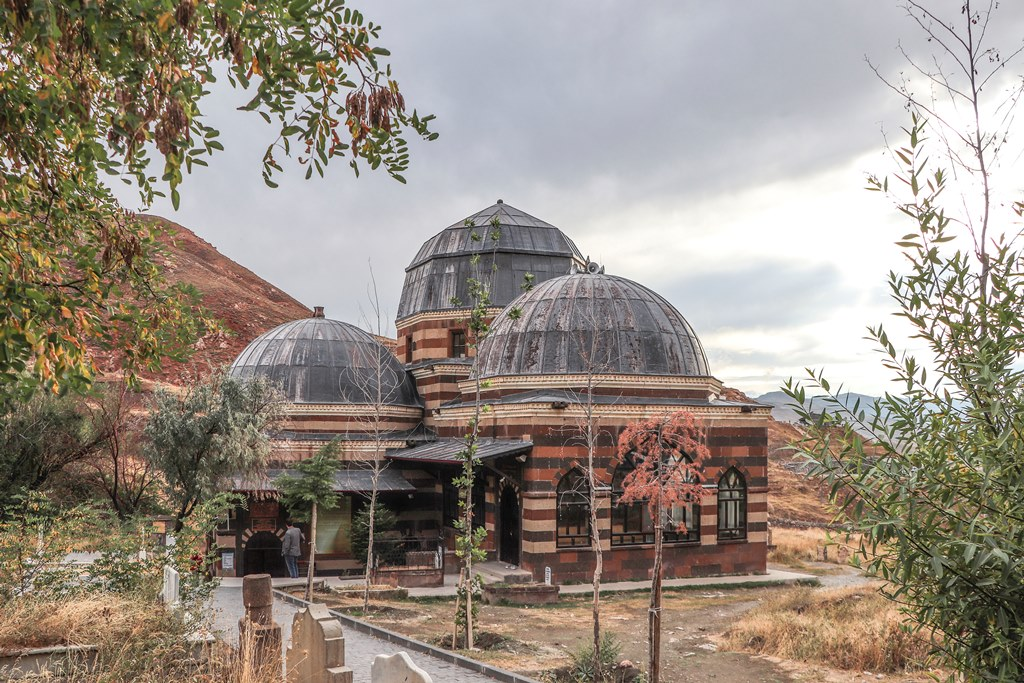
Ehmedê Xanîs Türbe in Doğubeyazıt

Ehmedê Xanî (احمد خانی Aḥmad-e Ḫānī; * 1651 in Hakkâri/Osmanisches Reich; † 1707 in Doğubeyazıt/Osmanisches Reich) war ein kurdischer Schriftsteller, Gelehrter und Poet. Von einigen Autoren wird er als Begründer des kurdischen Nationalismus betrachtet.
Xanî wurde in der heutigen türkischen Provinz Hakkâri geboren und gehörte zum Eşiret der Xanî. Er genoss eine klassische Ausbildung an verschiedenen Medresen des Reiches. Xanî bereiste die unterschiedlichen Regionen Kurdistans und des Osmanischen Reiches (Damaskus, Bagdad, Ägypten) und lebte lange Zeit im kurdischen Fürstentum Botan. Nach seiner Ausbildung arbeitet er unter anderem an der Madrasa in Muradiye und in der Kanzlei (Diwan) des Fürsten von Doğubeyazıt Mir Muhammed.
Xanî sprach Kurdisch, Persisch und Arabisch und schrieb mehrere kurdische Werke über den Islam. 1683 schrieb er ein Kinderwörterbuch in Reimform mit dem Titel Nûbihar Biçûkan, die erste kurdische Fibel für Kinder. Es umfasst 950 arabische Begriffe und deren Bedeutung in kurdischer Sprache.
Sein berühmtestes Werk ist die Erzählung Mem û Zîn, eine Liebesgeschichte aus dem Jahr 1692. Die Erzählung umfasst 2655 Verse. Darüber hinaus enthält sie eine Beschreibung der kurdischen Gesellschaft des 17. Jahrhunderts und sein Klagen über das Fehlen eines kurdischen Königreichs, das die Kurden vor der Unterwerfung durch Türken und Iraner bewahrt hätte.
Ehmedê Xanî starb im Jahr 1707 und wurde in einer Türbe nahe dem Ishak-Pascha-Palast bei Doğubeyazıt beigesetzt.

## Werke
- Mem û Zîn (Liebesdrama, vergleichbar mit Romeo und Julia)
- Nûbahara Biçûkan (Kinderbuch - Fibel)
- Eqîda Îmanê (Ideologie und Glaube)
- Eqîdeya Îslamê (der Glaube des Islams)
- Erdê Xweda (über Astronomie geschrieben)
- Fî Beyanî Erkanî Îslam (Grundlagen des Islams)